# Габриэль, Александр Михайлович
Александр Михайлович Габриэль (род. 27 ноября 1961, Минск, СССР) — русский поэт.

## Биография
Родился 27 ноября 1961 года в Минске. Учился на факультете промышленной теплоэнергетики Белорусского национального технического университета (1978—1983), в 1988 году защитил кандидатскую диссертацию, работал научным сотрудником в НИИ. После 1992 г. занимался коммерческой и банковской деятельностью, в 1997 году эмигрировал с семьёй в США.

## Творчество
Всерьез начинает заниматься сочинительством в 2004 году в США, а уже в 2005 году получает значительную сетевую известность и начинает печататься. Далеко не полный список публикаций включает газеты и журналы «Terra Nova», «Форвертс», «Новое Русское Слово», «Чайка», «Новый Журнал», «Интерпоэзия» (все — США), «Гайд-Парк» (Англия), «Другие Берега» (Италия), «Крещатик» и «Зарубежные задворки» (Германия), «Новый Берег» (Дания), «Фонтан» (Украина), «Дети Ра», «День и Ночь», «Нева» (Россия). Автор четырёх книг, вышедших в России.
С 2005 года А. М. Габриэль — член творческого союза Shiva-club.

## О творчестве А. Габриэля
Писатели и поэты о творчестве А. Габриэля:
- Лев Лосев: «Стихи Александра Габриэля мне нравятся, и они интересны. Он знает, что хочет сказать, и у него получается», — из предисловия к сборнику А. Габриэля «Эго-Истины» («Геликон-Плюс», СПб, 2009).
- Александр Кабанов: «Александр Габриэль — хороший поэт. Хотя оценочное „хороший“ здесь формально и вряд ли усиливает достаточное по моим понятиям определение — поэт», — из предисловия к сборнику А. Габриэля «Эго-Истины» («Геликон-Плюс», СПб, 2009).
- Евгений Витковский: «Александр Габриэль — мастер, притом самого первого сорта, таких в нашей весьма не бедной литературе наберётся разве что десяток. Жаль, что я так поздно познакомился с его творчеством. И радостно, что все-таки познакомился. Видимо, такой и будет русская поэзия XXI века», — из предисловия к сборнику А. Габриэля «Искусство одиночества» («Водолей Publishers», Москва, 2006).
- Изя Шлосберг: «Стихи Александра Габриэля — это в первую очередь высочайшая эрудиция, это самобытный язык, это ирония и яркий юмор, которые невозможно повторить. Он умудряется связывать, казалось бы, не пересекаемые аллюзии, цитаты, аллегории, и этот симбиоз порождает абсолютно новый необычайный смысл, идеи, о которых мы никогда не задумывались. При этом текст настолько плотен, настолько идеально сбит, что ни слово, ни букву поменять невозможно. Тронь — и все рассыплется, перестанет быть поэзией Габриэля».

## Признание
- Лауреат третьего открытого чемпионата Балтии по русской поэзии, Рига, 2014
- Призёр Первого международного конкурса памяти Игоря Царева «Пятая Стихия», Москва, 2013-2014
- Первое место и золотая медаль на конкурсе «Поэтический Олимп» от Российской академии литературной экспертизы им. В. Г. Белинского 2012
- Первое место в номинации «Юмор» на фестивале «Русский стиль 2012» в Германии[2].
- Финалист международного Волошинского конкурса (Коктебель, 2011).
- Дважды лауреат конкурса «Заблудившийся трамвай» им. Николая Гумилева, Санкт-Петербург, 2007, 2009).
- Обладатель премии «Золотое перо Руси», 2008, Москва[3].

## Основные публикации
- Литературный ежегодник «Побережье», номер 14, 2005 (The Coast, Philadelphia 2005), ISSN: 1057-932Х.
- Журнал «Terra Nova», февраль, 2006 г., (Калифорния, США), ISSN 15576752.
- Художественно-публицистический проект «Другие Берега», выпуск 9, 2006 г., (Италия).
- Журнал «Время и Место», выпуск 3, 2007 г., (Нью-Йорк, США), ISBN 978-0-9793240-2-4, ISBN 0-9793240-2-5.
- Литературно-художественный журнал «Веси», Номера 9, 10, 2007 г., 3 и 8, 2008 г., (Екатеринбург, Россия).
- Литературно-художественный альманах «Под часами» Союза российских писателей. Издано Смоленским отделением Союза российских писателей, 2008 г., ISBN 978-5-98156-122-X (ошибоч.).
- Литературно-художественный журнал «Листья», выпуски 22 и 25, 2010 г. (Техас, США), ISSN 19461453.
- Журнал «Фонтан» (Одесса, Украина). Номера: 154 (сентябрь, 2010 г.), 155 (октябрь, 2010 г.), 156 (ноябрь, 2010 г.), 157 (декабрь, 2010 г.), 158 (январь, 2011 г.), 160 (март, 2011 г.)
- Альманах-ежегодник «Связь времен», выпуск 3, 2011 г., (Сан-Хосе, США).
- Публикации в журналах «Журнального зала» (недоступная ссылка).
- Журнал «Крещатик», выпуск 1, 2006 г.
- Журнал «Дети Ра», выпуск 9(59), 2009 г.
- Публикации в журнале «Чайка»

## Книги
- «Одним файлом», Seagull-Press, USA, 5, 290 с., 2005, ISBN 0-9765268-4-0.
- «Искусство одиночества» («Водолей», Москва), 152 с., 2006, ISBN 5-902312-88-4.
- «Планета поэтов 3» (Библиотека «МАПП», Рига 2007), ISBN 978-9984-9943-0-7.
- «Неразведённые мосты» (Изд-во «Сударыня», Санкт-Петербург — Нью-Йорк, апрель 2007), ISBN 5-88718-016-1.
- «Эго-истины» («Геликон-Плюс», Санкт-Петербург), 256 c., 2009, ISBN 978-5-93682-561-3.
- «Эквилибриум. стихоживопись» (совместно с Изей Шлосбергом) Hanna Concern Publishing, USA, 72 c.., 2013,ISBN 978-1492704782.
- «Контурные карты» («Геликон-Плюс», Санкт-Петербург), 2013, 196 стр., ISBN 978-5-93682-884-3.
- «По прозванью человеки» («АураИнфо», Санкт-Петербург), 2015, 296 стр.